# 1956年逝世人物列表
1956年逝世人物列表：1月 - 2月 - 3月 - 4月 - 5月 - 6月 - 7月 - 8月 - 9月 - 10月 - 11月 - 12月
下面是1956年逝世的知名人士列表。

## 1月

### 3日
- 亞歷山大·格雷查尼諾夫，俄羅斯作曲家
- 約瑟夫·沃斯，德國總理

### 5日
- 米斯廷格特，法國歌手和女演員

### 9日
- 瑪麗昂·倫納德，美國女演員

### 10日
- 佐尼亞·巴伯，美國地理學家和地質學家
- 卡爾·路德維希·施密特，德國神學家

### 12日
- 諾曼·克里，美國演員
- 山姆·蘭福德，加拿大拳擊手

### 18日
- 康斯坦丁·佩茨，愛沙尼亞第一任總統

### 23日
- 亚历山大·科达，匈牙利出生的電影導演

### 27日
- 埃里希·克莱伯，德國指揮家

### 29日
- H·L·孟肯，美國作家

### 31日
- 艾倫·亞歷山大·米恩，英國作家

## 2月

### 2日
- 鮑勃·伯恩斯，美國喜劇演員
- Charley Grapewin，美國演員

### 3日
- 羅伯特·耶克斯，美國心理學家和動物行為學家

### 8日
- 康妮·麥克，美國棒球主管兼經理（費城田徑隊）和美國職業棒球大聯盟名人堂成員

### 10日
- 第一代特伦查德子爵休·特伦查德，英國皇家空軍元帥

### 13日
- 扬·卢卡西维茨，波蘭邏輯學家和哲學家

### 14日
- 沃爾特·考恩，英國海軍上將

### 18日
- 古斯塔夫·沙彭蒂埃，法國作曲家

### 20日
- 海因里希·巴克豪森，德國物理學家
- 詹姆斯·考辛斯，愛爾蘭作家

### 26日
- 艾爾西·賈尼斯，美國歌手和女演員

### 28日
- 弗里吉斯·里什，匈牙利數學家[1]

### 29日
- 埃爾皮迪奧·基里諾，菲律賓第6任總統

## 3月

### 12日
- 波列斯瓦夫·比魯特，波蘭共產主義政治家和政治家，波蘭前總理兼總統

### 14日
- 大衛·布朗寧，美國奧運跳水運動員

### 17日
- 弗雷德·艾倫，美國喜劇演員
- 伊雷娜·约里奥-居里，法國物理學家，諾貝爾化學獎獲得者

### 18日
- 路易士·布羅姆菲爾德，美國作家

### 20日
- 范妮·杜拉克，澳大利亞游泳運動員
- 威廉·米克拉斯，奧地利第三任總統

### 22日
- 爱德华多·洛纳尔迪，阿根廷軍官，（事實上）阿根廷第30任總統
- 乔治·萨顿，比利時裔美國化學家和歷史學家

### 25日
- 羅伯特·牛頓，英國電影演員

### 28日
- 湯瑪斯·德·哈特曼，俄羅斯作曲家

### 30日
- 埃德蒙·克萊里休·本特利，英國作家

### 31日
- 拉爾夫·德帕爾馬，義大利出生的美國賽車手

## 4月

### 13日
- 埃米尔·诺尔德，德國-丹麥畫家

### 15日
- 凯瑟琳·霍华德，加拿大出生的美國女演員和歌劇歌手

### 19日
- 恩斯特·羅伯特·庫爾提烏斯，阿爾薩斯語言學家

### 21日
- 查理斯·麥克亞瑟，美國劇作家和編劇

### 24日
- 亨利·斯蒂芬森，英國角色演員

### 26日
- 愛德華·阿諾德，美國演員

### 29日
- 哈羅德·布萊德，英國出生的泰坦尼克號初級無線電官
- 威廉·馮·里布，德國陸軍元帥

### 30日
- 阿尔本·W·巴克利，美國第35任副總統

## 5月

### 6日
- 弗格斯·安德森，英國摩托車賽車手

### 12日
- 路易士·卡爾赫恩，美國演員

### 15日
- 奧斯丁·奧斯曼·斯佩爾，英國藝術家和神秘學家

### 20日
- 馬克斯·比爾博姆，英國散文家、戲仿作家和漫畫家
- 佐爾坦·哈爾梅，匈牙利奧運游泳運動員

### 23日
- 古斯塔夫·西茨，愛沙尼亞詩人

### 24日
- 蓋伊·基比，美國演員

### 26日
- 艾爾·西蒙斯，美國棒球運動員（費城田徑隊）和美國職業棒球大聯盟名人堂成員

### 29日
- 弗蘭克·博修，澳大利亞奧運游泳運動員

### 30日
- 喬治·默里·萊維克，英國南極探險家和海軍外科醫生[2][3]

### 31日
- 迪德里希·赫爾曼·韋斯特曼，德國語言學家

## 6月

### 2日
- 让·赫肖尔特，丹麥出生的美國演員

### 4日
- 凱薩琳·麥克唐納，美國無聲電影女演員

### 6日
- 海勒姆·宾厄姆三世，美國探險家，馬丘比丘的發現者
- 瑪格麗特·威徹利，英國舞臺和電影女演員

### 7日
- 朱利安·班達，法國哲學家和小說家

### 11日
- 弗蘭克·布蘭溫，盎格魯-威爾士藝術家
- 拉爾夫·摩根，美國演員

### 17日
- 阿圖爾·維托亞努，羅馬尼亞將軍和政治家，羅馬尼亞第27任總理

### 19日
- 湯瑪斯·沃森，美國計算機先驅[4]

### 22日
- 沃尔特·德拉梅尔，英國詩人、短篇小說作家和小說家

### 23日
- 赖因霍尔德·格里埃尔，俄羅斯作曲家

### 25日
- 恩斯特·金恩，二戰期間美國海軍上將兼美國艦隊總司令兼海軍作戰部長（CNO）

### 26日
- 克利福德·布朗，美國爵士小號手

## 7月

### 1日
- 陶菲克·阿布·胡達，4次約旦首相

### 7日
- 戈特弗里德·贝恩，德國詩人

### 8日
- 喬瓦尼·帕皮尼，義大利散文家、詩人、小說家

## 8月

### 1日
- 約翰尼·默里，美國配音演員

### 11日
- 杰克逊·波洛克，美國畫家
- 明乔·涅伊切夫，保加利亞國民議會主席團前主席（國家元首）

### 14日
- 贝托尔特·布莱希特，德國劇作家
- 康斯坦丁·馮·諾伊拉特，納粹德國外交官和外交部長

### 16日
- 贝拉·卢戈西，匈牙利出生的美國電影演員（德古拉）

### 19日
- 伯納德·格裡芬，英國紅衣主教，威斯敏斯特天主教大主教

### 24日
- 溝口健二，日本電影導演

### 25日
- 阿尔弗雷德·金赛，美國性研究員

## 9月

### 7日
- C.B.弗萊，英國運動員和作家

### 11日
- 比利·毕晓普，加拿大第一次世界大戰飛行王牌
- 呂西安·費夫爾，法國歷史學家

### 20日
- 弗洛拉·埃爾德肖，澳大利亞小說家、評論家和歷史學家[5]

### 22日
- 弗雷德里克·索迪，英國化學家，諾貝爾獎獲得者

### 27日
- 貝比·迪德里克森·扎哈裡亞斯，美國高爾夫球手

### 28日
- 威廉·爱德华·波音，美國工程師和飛機製造商[6]

### 29日
- 尼加拉瓜總統安纳斯塔西奥·索摩查·加西亚（被暗殺）

## 10月

### 2日
- 乔治·班克罗夫特，美國演員

### 6日
- 查尔斯·E·美林，美國銀行家，美林證券聯合創始人[7]

### 9日
- 瑪麗·多羅，美國舞臺和無聲電影女演員

### 12日
- 洛倫佐·佩羅西，義大利作曲家

### 14日
- 儒勒·理查德，法國數學家

### 16日
- 儒勒·里梅特，法國足球管理員，國際足聯第三任主席
- 傑克·索斯沃斯，英國足球運動員

### 17日
- 安妮·克勞馥，英國女演員

### 19日
- 伊沙姆·瓊斯，美國音樂家

### 22日
- 漢娜·米切爾，英國社會主義者和女權主義者

### 25日
- 里斯托·吕蒂，芬蘭第23任總理和芬蘭第5任總統

### 26日
- 沃爾特·吉塞金，法國指揮家

### 30日
- 皮奥·巴罗哈，西班牙小說家

## 11月

### 1日
- 彼得羅·巴多格裡奧，義大利陸軍元帥和義大利第28任總理
- 湯米·約翰遜，美國音樂

### 2日
- 利奧·貝克，德國拉比、學者和神學家

### 3日
- 讓·梅辛格，法國畫家、理論家和評論家

### 5日
- 阿特·塔图姆，美國爵士鋼琴家

### 6日
- 保羅·凱利，美國舞臺和電影演員

### 10日
- 維克多·楊，美國作曲家

### 12日
- 胡安·内格林，西班牙第67任首相

### 19日
- 法蘭西斯·沙利文，英國演員

### 22日
- 西奧多·科斯洛夫，俄羅斯出生的芭蕾舞演員、編舞家和演員

### 23日
- 安德列·馬蒂，法國共產黨領導人[8]

### 24日
- 吉多·坎泰利，義大利指揮家

### 26日
- 湯米·多爾西，美國長號手和樂隊指揮

## 12月

### 2日
- 戴爾·亨德森，加拿大演員

### 3日
- 亞歷山大·羅德琴科，俄羅斯藝術家

### 6日
- 安贝德卡，印度法學家和政治家

### 9日
- 查理斯·喬金，英國出生的泰坦尼克號麵包師

### 10日
- 大衛·希莫尼，以色列詩人和作家

### 12日
- 埃瓦爾德·安德列·杜邦，德國電影導演

### 14日
- 尤霍·库斯蒂·巴锡基维，兩屆芬蘭總理和芬蘭第7任總統

### 16日
- 尼娜·哈姆內特，威爾士藝術家

### 17日
- 埃迪·阿卡夫，美國演員

### 21日
- 路易斯·特曼，美國心理學家

### 23日
- 約瑟夫·普伊格·卡達法爾奇，西班牙建築師

### 26日
- 福爾摩斯·赫伯特，英國演員

## 日期不詳
- 杜米特魯·科羅阿梅，羅馬尼亞士兵和法西斯活動家
- 維多利亞·海沃德，出生於百慕達的旅行作家和記者
- 樂天赫利希，德國自然主義女攝影師